# Денман (ледник)
Ледникът Денман (на английски: Denman Glacier) е голям долинен ледник с дължина 130 km и ширина 13 – 19 km, разположен в Източна Антарктида, на границата между Земя кралица Мери на запад и Земя Уилкс на изток. Води началото си от Антарктическото плато на височина около 1800 m и „тече“ на север в дълбока долина между върховете Астрономически (1610 m), Джист (1529 m), Бар-Смит (1277 m) и нунатаките Позишън на запад и върховете Сандоу (1350 m) и Амундсен (1445 m) и хълмовете Тейлър на изток. От запад в него се „вливат“ по-малките ледници Астрономически, Нортклиф и Рид, а от изток – ледниците Скрит и Скот. Край източната му периферия са разположени „оазисите“ Обручев и Бангер. Влива се от юг в средата на големия шелфов ледник Шакълтън, разположен в акваторията на море Моусън, част от Индоокеанския сектор на Южния океан
Ледника е открит, изследван и топографски заснет през ноември 1912 г. от западния отряд на австралийската антарктическа експедиция (1911 – 14) с ръководител Дъглас Моусън и е наименуван от него в чест на лорд Томас Денман (1874 – 1954), генерал-губернатор на Австралия (1911 – 14) и спонсор на експедицията. През 1956 – 57 ледника Денман и районите около него са дитайлно изследвани и топографски заснети от 1-вата Съветска антарктическа експедиция.